# Въоръжени сили на Белгия
Отбрана (на нидерландски: Defensie; на френски: la Défense) е официалното наименование на Въоръжените сили на Кралство Белгия. Те са с обединена структура, в която Наземният, Въздушният, Морският и Медицинският компонент са категории сили, част от един вид въоръжени сили.
Тъй като Кралство Белгия е изградено на федерален принцип от две езиково-културни общности (фламандци и валонци) повечето подразделения са изградени на съгласно границите на двете общности – нидерландскоговорещи подразделения във Фландрия, френскоговорещи подразделения във Валония. Немската езикова общност от около 75 хил. души в провинция Лиеж няма свое войсково подразделение.
Кралство Белгия е член на ООН, на Европейския съюз и на Организацията на Североатлантическия договор (НАТО), чиито политически комитет (в Брюксел) и военна щаб-квартира (в Монс) са разположени на нейна територия. Във военно отношение страната си сътрудничи най-тясно със своите непосредствени съседи Кралство Нидерландия, Велико херцогство Люксембург и Френската република.

## История

### Античност и Средновековие
Белгия носи името си от галското племе белги. То е покорено от римляните и през следващите седемнадесет столетия историята на населението не се отличава от тази на съседите му. Липсва конкретна национална идентичност, която да го прави белгийци. Земите често сменят властта си, но до основаването на Кралство Белгия са неотменно част от друга държава и нямат собствен суверенитет.
Белгийските земи са част от Римската империя, след нея от Франкската държава, от Свещената Rимска империя, владение на бургундските херцози, на испанските Хабсбурги, на австрийските Хабсбурги, за кратки периоди част от белгийските земи са под властта на Обединените провинции или на Франция. Френската революция и последвалите войни в Европа ги поставят за по-дълго време под френска власт и това е сравнително положителен период за белгийските територии, защото премахва границите между множеството малки владения и за пръв път започва да се установява усещането за единство между белгийците. Наред с премахнатите граници и съответно мита, довежда до оживление в икономиката и търговията, има подем и в държавната организация – въведени са стандартните мерки и теглилки – метърът, килограмът, кодифицирана е правната система в съгласие с Наполеоновия правораздавателен кодекс. Заедно с това има и някои негативни моменти, като мобилизацията на мъжкото население във френската армия, но като цяло периодът се характеризира с приповдигнатост на духа и чувства на значимост.

### Ново време и независимост (1815 – 1913)
След като Белгия става основно бойно поле за последната европейска коалиция и Наполеон Бонапарт окончателно е разбит при Ватерло през 1815, е свикан Виенският конгрес, който да възстанови мира и да реши бъдещето на континента. Белгийските земи не са възстановени като владение на австрийските Хабсбурги. Вместо това са включени в състава на Кралство Нидерландия. Но това положение внася напрежение в страната, в която кралският двор в Амстердам фаворитизира протестантските поданици на монарха, спечелвайки си гнева на белгийците католици. През 1830 г. те се вдигат на революция и на следващата година се отцепват като независима монархия с коронясването на представител на владетелската фамилия Сакс-Кобург-Гота. Нидерландия отказва да приеме това положение до 1839 г., когато подписва Лондонското споразумение, признавайки Белгия за суверенна държава.
Подписаното от Великите сили и Нидерландия Лондонско споразумение от 1839 г. осигурява суверенитета на Кралството и гарантира неговия неутралитет. Този неутралитет е балансиран, тоест Кралството трябва да бъде еднакво отдалечено във военно-стратегическо отношение от всички страни в региона. По тази причина се изграждат гранични фортификации по всички граници на Белгия. От друга страна гарантираният и от Великите сили неутралитет води до по-нисък морал на белгийската армия, чиято бойна готовност и въоръжение далеч отстъпват на германската, френската, британската армия и дори на нидерландската. До голяма степен куриозно, първите военни участия на белгийски въоръжени сили в конфликти след независимостта на Кралството (и то не на самата белгийска армия) са в Папската държава и в Мексико. Католическата религия е един от основните определящи фактори за националната идентичност на белгийците и противопоставянето им с нидерландските протестанти, довежда до независимостта на държавата. Така към 1860 г. в състава на Папската армия е включен батальон „Френско-белгийски стрелци“ (Tirailleurs Franco-Belges), съставен от доброволци от двете държави. Той се бие срещу армията на Пиемонт-Сардиния, водеща война за обединяване на италианските държави. През 1861 батальонът е прекръстен на „Понтифски зуави“ и възприема колоритната военна униформа на зуавите. След като Папската държава е анексирана от Пиемонт-Сардиния, полкът преминава на френска служба и взема участие във Френско-пруската война (1870 – 1871).
Мексико спира изплащането на външния си дълг, по който основен кредитор са френските банки. Император Наполеон III става основният подбудител на наказателна експедиция в страната, която да постави на власт удобно управление, което да изпълни международните си задължения. Изборът пада върху австрийския ерцхерцог Максимилиан, който е провъзгласен за император на Мексико. Неговата съпруга Шарлота Белгийска е дъщеря на белгийския крал и в Белгия е набран Белгийски легион от около 1500 доброволци (основно от състава на белгийската армия), който да служи като лична гвардия на императора и императрицата. Мексиканската експедиция претърпява пълен провал и през март 1867 г. легионът е разформирован на белгийска земя.
Крал Леополд II получава като свое лично владение днешна Демократична република Конго (тогава именувана Свободна държава Конго). През 1885 г., едновременно като въоръжени сили и жандармерия за вътрешна сигурност, е формирана Публична сила (Force Publique). Тя няма отношение към въоръжените сили на Кралство Белгия, така както белгийското правителство няма отношение към управлението на Свободната държава, която не е формална белгийска колония, а протекторат на краля в персонална уния в Белгия. Така известно количество белгийци се включват в офицерския и подофицерския състав на Публичната сила, но основната част формират европейци. Леополд II си създава образа на филантроп, който се стреми единствено да защити жителите на Конго от завоевателните постъпления на колониалните сили и така получава след международна конференция протектората върху Свободната държава, но бруталните действия на белгийската администрация, частни компании и Публичната сила далеч надминават тези на британците, французите, португалците, нидерландците и испанците в техните колонии, предизвикват остра международна реакция, а статусът на Конго като лично владение на монарха означава, че белгийското правителство търпи остра международна критика, без да може да се намеси. Така през 1908 г. след политически конфликт между краля и парламента личният протекторат Свободна държава Конго е трансформиран в колонията Белгийско Конго. Така, влизайки формално в състава на държавата, белгийското правителство се заема с администрирането на колонията и започва постепенната замяна на чуждестранния офицерски и подофицерски състав на Публичната сила с офицери и сержанти, командировани от Белгийската армия.
Системата на наборна военна служба в Белгия, установена след Лондонското споразумение, е особено несправедлива и предизвиква остра полемика в обществото. Освен че не всички годни за военна служба младежи са привиквани, а се тегли лотария и около 1/4 от призивите реално служат, съществува и възможността мястото във военния призив да бъде откупено от по-заможните белгийци, което означава, че техните места трябва да се попълнят от бедните им сънародници. Това до голяма степен срива морала на белгийската армия. Освен това въоръжението е остаряло и недостатъчно, а липсват задълбочени военни планове в случай на война и мобилизационните сборове в общи линии предвиждат събирането на резервистите в полковете им, след което висшето армейско ръководство да решава ad hoc как ще се действа. В края на XIX век се вземат мерки за решаването на тези проблеми, но до избухването на Първата Световна Война белгийската армия далеч не е доведена до стандартите на останалите армии на континента. Избухналият военен конфликт, с мащаби невиждани преди него, ще докаже колко недалновидни са били надеждите международногарантираният неутралитет да реши сам по себе си въпроса за сигурността на Белгия.

### Първа световна война (1914 – 1918)
Ключовото разположение на Кралството и слабата му армия стават основни причини за въвличането на страната във Великата война. Според „План Шлифен“ германската армия ще прегази светкавично белгийските въоръжени сили и ще излезе на оперативен простор към Париж, след чието овладяване основната част от подразделенията ѝ да се прехвърлят на Източния фронт, за да се изправят срещу по-бавно мобилизиращата се Руска императорска армия. Тъй като германското външно министерство преценява, че Обединеното кралство няма да уважи задълженията си на гарант на белгийския неутралитет, по думите на кайзер Вилхелм: „Британците няма да пролеят кръвта на своите войници заради един хвърчащ лист!“ („а scrap of paper“). Така Германският генерален щаб преценява, че единственият сериозен противник на Западния фронт е Франция, чиято армия е концентрирана основно в укрепени позиции зад пограничната река Рейн. Според плановете на белгийската армия мирновременният ѝ щат трябва да е 33 000 души, нарастващи във военно време до 120 000. При мобилизацията са развърнати шест пехотни и една кавалерийска дивизии с непълен щат, полева и крепостна артилерия (19 пехотни, 10 кавалерийски и 8 конни, полеви и крепостни артилерийски полка). Недостигът на личен състав е особено болезнен сред офицерския състав на междинно ниво, чиято численост сериозно изостава от необходимите бройки за растежа на армията. Седемте дивизии формират мобилната отбрана, а зад тях са крепостите в източната индустриална част на страната около Лиеж, Намюр и Антверпен с гарнизони около 65 000 души.
Избухналата Първа световна война заварва белгийската армия в трескава реорганизация. Поради бързото напредване на германците, едва 20% от мобилизационния ресурс е задействан, за да окаже съпротива на агресора. Евентуално във войската са мобилизирани общо 350 000 белгийци, но около 1/3 от тях не вземат участие в реални бойни действия. Пред смазващото числено технологично и оперативно превъзходство на германската 600 000 армия, белгийската армия от 117 000 души, към момента на нахлуването оказва десетдневна героична съпротива край Лиеж, което спечелва на французите време да се организират, да прехвърлят войски и да дадат генерално сражение на германците в долината на Марна.
В крайна сметка белгийската армия е изтласкана от 90% от територията на страната и през следващите четири години под предводителството на крал Албер I отбива германските атаки между Нюпорт във Фландрия и Ипр във Валония. Дори в лицето на агресията на германците белгийците запазват неутралитет. Те координират отбранителните си действия със Съюзниците, но не се включват в техните контранастъпателни операции. Статичната позиционна война и новите промишлени смъртоносни средства водят до използването на бойни отровни вещества за пръв път от страна на германците върху позиции на Съюзниците в Белгия (Ипр). Оттам идва и названието на особено опасния газ иприт.
Донякъде куриозно е, че смазващото германско превъзходство на германците над белгийците в Европа се проявява с обратния ефект в Африка, където Публичната сила (Force publique, военната и жандармерийска структура в Белгийско Конго) дава своя голям принос за разгромяването на колониалните сили в Германска Източна Африка (Танганайка, днес Танзания). Макар проявилият се като военен гений генерал Паул фон Летов-Форбек запазва контрола над голяма част от силите си до края на войната, той е принуден да води забавящи сражения и партизански действия при отстъплението си пред силите на британци, южноафриканци и 12 000 контингент белгийска колониална милиция на генерал Шарл Томбьор.
Към средата на 1918 г. белгийската армия е с численост 166 000 души, от които бойният състав е 141 974, съставляващи 12 пехотни и една кавалерийска дивизия, както и 129 самолета и 952 оръдия от различни калибри. От началото на септември белгийската армия взема участие в общото съюзническо настъпление до окончателната германска капитулация на 11 ноември 1918.

### Междувоенен период (1919 – 1939)
Самоотвержената съпротива на крал Албер I начело на войската му спечелва всенародна популярност сред поданиците му за разлика от правителството в изгнание, но малката индустриална държава е изправена пред икономическа катастрофа непосредствено след войната. Белгийските железници, източник на национална гордост за белгийците преди войната, са останали само с 81 работещи локомотива от своите 3470 преди войната. Металургията – сърцето на белгийската индустрия, е загубило 46 от общо 51 металургични комбината, 26 от които са напълно разрушени. Унищожени са над 100 000 коня и големи количества обработваеми земи, включително с отчаяното взривяване на полдерите от страна на самите белгийци, за да наводнят обширни площи пред настъпващата германска армия. Наказанията на колаборационистите, организирани от държавните власти и общият тормоз от страна на населението спрямо тях, продължават чак до 1921. Възстановяването на разрушената икономика тръгва с бързи темпове, като през 1921 Кралство Белгия влиза в митнически съюз с Велико херцогство Люксембург. На Германия са наложени военни репарации спрямо Белгия в размер на 12,5 милиарда лири стерлинги, както и областта около Ойпен, Малмеди и Моресне, които стават неделима част от Кралството. Белгийските настоявания за получаване на територии от нидерландците, като компенсации за тяхното сътрудничество с германците, остават неуважени. Германската икономика е смазана от репарациите и настъпилата инфлация и през 1923 г. правителството декларира, че спира изплащането им за неопределен период от време. Това предизвиква незабавна реакция от страна на Франция и Белгия, които окупират Рурската област – център на германската тежка индустрия, като гаранция за възобновяване на репарационните вноски. Това задълбочава още повече кризата в германската икономика и Съединените щати се виждат принудени, след като си осигуряват подкрепата на Великобритания, да окажат натиск върху Франция и Белгия да се изтеглят. Това става през 1926 г.
През 1925 г., новосъздадената след войната Общество на народите (ОН), предоставя на Кралство Белгия пограничните западни райони на Германска Източна Африка като подмандатна територия Руанда-Урунди (днешните независими държави Руанда и Бурунди). Мандатите „клас Б“ на ОН включват бившите африкански колонии на Германската империя окупирани през Първата световна война и отнети ѝ формално след поражението ѝ. Идеята на подмандатния статус, присъждан от ОН за разлика от колониалното управление, е съответната държава да поеме ролята на попечител, който да приближи подмандатната територия до съвременния свят по отношение на културата, икономиката и инфраструктурата и да я подготви за суверенитет. Но реално метрополиите не правят разлика между колониите и подмандатните си територии и това важи в пълна степен за случая с Белгия и Руанда-Урунди. Тя не се заема със собствена образователна програма, а отпуска малки финансови средства за образователната програма на католическата църква и проявява търпимост към благотворителната образователна програма на протестантски мисионери. Разглежда контрола си върху Руанда-Урунди най-вече от икономическа гледна точка, като допълнителни земи за експлоатация на природните им ресурси. За капак на неглижиращото си отношение спрямо подмандатната територия, белгийските администратори изразяват расов фаворитизъм към малобройните представители на племето тутси, които според тях демонстрират естествена предразположеност да управляват мнозинството от хуту и низовите позиции в колониалната администрация са заети от тях. Тази пагубна политика посява семената на кръвопролитията в края на ХХ век.
В междувоенния период (между Първата и Втората световна война) Кралство Белгия се връща към практически доказалите се като неефективни отбранителни политики на военен неутралитет и на изграждането на погранични крепостни фортификации, като основен отбранителен фактор. Малко усилия са положени за придобиването на модерни танкове и самолети. Вместо това основната част на военния бюджет е усвоена за изграждането на фортификациите край Лиеж и Антверпен. Армията е съкратена от 12 на само 4 пехотни дивизии като основни сили.

### Втора световна война (1939 – 1945)
С нахлуването на Вермахта в Полша крал Леополд III обявява обща мобилизация и под знамената са свикани 600 000 белгийци. На 10 май 1940 г. германската армия нахлува в страната и се повтаря ситуацията от Първата световна война, при която Германия проявява военна агресия спрямо Белгия, също така е във война с Франция и Великобритания, но Кралството отказва да влезе във формален съюз с тях. Към датата на нахлуването на германската армия в Белгия, във въоръжените сили са мобилизирани 17% от мъжкото население на възраст между 18 и 40 години или 8% от общото население.
- Сухопътни войски
  - редовни сили
    - 6 редовни пехотни дивизии
    - 2 редовни дивизии арденски стрелци (планинска пехота)
    - 2 редовни моторизирани кавалерийски дивизии
    - 1 редовна мобилна кавалерийска бригада
    - 1 редовна гранична велосипедна бригада
    - 26 артилерийски полка
    - 2 зенитни артилерийски полка

  - резервни сили
    - 6 пехотни дивизии първи резерв (недобре окомплектовани)
    - 6 пехотни дивизии втори резерв (хронично недоокомплектовани)
- Военновъздушни сили
  - 3 авиационни полка с остаряла авиационна техника
- Военноморски сили
  - формирани през 1939 г. Слабо въоръжени, не вземат активно участие в боевете.
- Жандармерия
  - 2 леки жандармерийски полка

Тя е прегазена в рамките на 18 дни, след което настъпва период на германска военна окупация. Малък брой белгийски военнослужещи са евакуирани от Дюнкерк в Обединеното кралство, където е прехвърлен и новосъздадения Военноморски корпус (Corps de Marine). След установяване на окупацията множество белгийци бягат, за да се присъединят към формиращите се във Великобритания Свободни белгийски сили. Белгийското правителство на Юбер Пиерло се евакуира в Обединеното кралство и остава там до лятото на 1944 г. Преди евакуацията си, то конституира „Комитет на генералните секретари“. Идеята е белгийски администратори да са междинно звено между германските окупатори и белгийското население и така да се запази ограничен белгийски контрол върху икономиката, за сметка на ограничено сътрудничество с германската окупация избягвайки разрухата за икономиката от Първата световна война. Вермахтът организира Военно управление в Белгия и Северна Франция (Militärverwaltung in Belgien und Nordfrankreich) и освен Кралството в юрисдикцията му влизат френските департаменти Нор, с административен център Лил, и Па дьо Кале, с административен център Дюнкерк. Фашистките политически сили в нидерландско-говорещата Фландрия и френско-говорещата Валония оказват подкрепа на германската окупационна власт и се включват в нея със свои кадри. Заедно с това формират и войскови подразделения за борба на Източния фронт. Това са 27-а СС Гренадирска дивизия „Лангемарк“ (1-ва фламандска) (27. SS-Grenadier-Division „Langemarck“ (flämische Nr. 1)) и 28-а СС Танково-гренадирска дивизия „Валония“ (28. SS-Panzergrenadier-Division „Wallonien“).
В Обединеното кралство Свободните белгийски сили формират 1-ва Белгийска пехотна бригада, по-известна като „Бригада Пирон“ по името на командващия ѝ офицер подполковник Жан-Батист Пирон (след войната той ръководи белгийските окупационни сили в Германия). В състава ѝ влиза и артилерийска батарея от люксембургци. Освен нея белгийците формират и 4-ти Белгийски взвод (4th Belgian Troop) на международния 10-и Отряд командос на Британската армия (No.10 (Inter-Allied) Commando). По-късно 5-и Отряд на Специалната въздушна служба (SAS) е изцяло съставен от белгийци. Оттам идва и традицията елитните подразделения на белгийската армия да бъдат официално наречени командоси. В състава на Кралските военновъздушни сили са формирани две изтребителни ескадрили с белгийски пилоти – 349th Squadron (Belgium) и 350th Squadron (Belgium). Те съществуват в състава на белгийския Въздушен компонент като ескадрили с изтребители F-16AM/BM до днес.
Две корвети и няколко миночистача на белгийския Военноморски корпус с общо 350 души екипажи, се вливат в състава на Кралските военноморски сили. Останалата част от Корпуса бяга в Испания, където е интернирана, с изключение на патрулния катер P16, който също бяга във Великобритания и е включен в Кралските ВМС като HMS „Kernot“.
Подобно на Първата световна война белгийската колониална армия и жандармерия Публична сила (Force Publique) се включва в операциите на Съюзниците в Африка и имат основна заслуга за разгрома на италианците в Абисиния.
На 1 септември 1944 г. първите белгийски войскови подразделения в състава на съюзническите сили преминават предвоенната френско-белгийска граница. На 4 септември е освободен Брюксел, макар че това става без бой, тъй като Вермахтът се изтегля на североизток още на 28 август. На 8 септември белгийското правителство в изгнание се завръща и поема управлението. С крал Леополд III интерниран от германците в Бавария, за регент е провъзгласен брат му принц Шарл. За известно време в края на годината фронтът се стабилизира в източната част на страната и там става последната голяма германска контраофанзива за войната – операция „Рейнска стража“ (немски: Wacht am Rhein) в Арденските планини. Последното белгийско селище – Кревинкел, е освободено на 4 февруари 1945 и настъплението на Съюзниците продължава на германска територия.

### Студена война (1946 – 1990)
След войната Кралство Белгия се включва в съюзническата окупация на Германия. Формиран отново е 1-ви Армейски корпус на белгийската армия, който в състав от три пехотни бригади заема южната част на британската окупационна зона. Щабът на белгийските сили (на нидерландски: Belgische strijdkrachten in Duitsland (BSD), на френски: Forces Belges en Allemagne (FBA)) първоначално е в казарма Изер в Люденшайд (в чест на белгийската съпротива на германското нахлуване през Първата световна война, когато белгийският генерален щаб е изтласкан в градчето Изер. Белгийските реваншистки чувства за двете германски окупации през войните си личат ясно и от името на вестника, издаван от Белгийските сили в Германия – Vici, на латински: „победих“). През 1948 г. Щабът на корпуса е преместен в казармата Хаелен в Юнкерсдорф край Кьолн. Функцията на Силите като предна линия на защита на Кралството в случай на пълномащабен конфликт ясно личи от мотото им – „Scutum Belgarum“ (на латински: „Щит на белгийците“). Последните белгийски подразделения напускат окончателно територията на Германия през 1996 г.
Двете световни войни дават на белгийците по доста болезнен път да стигнат до извода, че са нужни кардинални промени в отбранителната политика на Кралството. Преди всичко това е заключението, че военният неутралитет, дори когато е международно гарантиран от водещите страни на континента, не носи солидни и реални гаранции за суверенитета и териториалната цялост на държавата. Така през 1949 Кралство Белгия става един от основателите на Организацията на Североатлантическия договор (НАТО), създадена като военно-политически отбранителен съюз пред евентуално нахлуване на страните от Социалистическия лагер в Централна и Западна Европа. Поддържането на слаби въоръжени сили с липсващо модерно тежко въоръжение в големи количества също не се доказва като възпиращ фактор за външна агресия по презумцията, че Кралство Белгия не представлява заплаха за съседите си. По тази причина след войната сухопътните войски са механизирани и въоръжени с ракетни комплекси „Земя-земя“, способни да нанасят тактически ядрени удари. Военновъздушните сили са въоръжени със стотици модерни за времето си реактивни бойни самолети, както и със зенитно-ракетни комплекси. Военноморските сили излизат от състоянието си на тотално занемаряване от страна на държавата и макар да са повече от скромни в сравнение с ВМС на Великобритания, Франция и Нидерландия, те все пак придобиват значителни способности за противолодъчна охрана на прилежащите морски територии на кралството и за патрулиране на малкото конгоанско крайбрежие. Освен това правителството на Белгия, давайки си сметка за уязвимостта на държавата пред евентуална външна агресия (малка територия, гъсто населена, лишена от големи естествени природни препятствия), доказана на практика в две световни войни, взема пример от Обединеното кралство и Франция. Те използват колониите си за подготовка на летателен състав и пехотни подразделения далеч от районите на бойни действия. Така Кралските военновъздушни сили на Обединеното кралство подготвят десетки хиляди авиатори в Африка, а Франция използва колониалните си сили (за разлика от белгийската Публична сила те са съставна част от редовната армия и подготвени по стандартите ѝ) в бойни действия в Близкия изток и в метрополията.
Китона, сравнително близо до столицата Леополдвил (днес Киншаса) и Камина (във впоследствие за кратко отцепилата се провинция Катанга) Белгийско Конго. Във втората база дори е разположена Бойната авиошкола на Белгийските ВВС с реактивни УТС Fouga Magister от 1953 г. до независимостта на Конго през 1960. През 1964 авиобазата е използвана от белгийските и американските сили като ключова за операциите „Червен дракон“ и „Черен дракон“. Обектът се състои от две съоръжения: Base 1 – с бойното авиоучилище и Base 2 – с учебен център за подготовка на парашутисти. Тези обекти (особено базата в Камина) са с двойно предназначение. От една страна в случай на нов конфликт и окупация на метрополията, могат да бъдат използвани като своеобразни редути, в които белгийските сили да се реорганизират и да се включат в съюзна контраатака за освобождението на Белгия. От друга страна слабовъоръжените, но непретенциозни откъм техническо обслужване леки реактивни „Фуга Мажистер“ са идеални за бойни действия в колонията, както и елитните парашутни подразделения са идеални за противопартизански действия в колонията.
Реалната опасност от разпалването на нов широкомащабен конфликт на континента предизвиква сериозни усилия за изграждане на силни въоръжени сили в контраст с предишния исторически период. Към 1952 г. числеността на армията е 150 000 души с планове във военно време да включва три редовни дивизии, попълнени с наборници и две дивизии с резервисти, ВВС с 400 модерни бойни самолета и ВМС с 15 модерни бойни кораба. Противовъздушната отбрана на страната освен изтребители включва и система от 40 зенитни дивизиона.
По време на Студената война белгийските въоръжени сили са включени в състава на натовските Съюзни сили Централна Европа (Allied Forces Central Europe (AFCENT)). Основни компоненти на AFCENT са групирани в сухопътните Северна (Northern Army Group (NORTHAG) и Централна армейска група (Central Army Group (CENTAG)), подкрепяни от Съюзни военновъздушни сили Централна Европа (Allied Air Forces Central Europe (AAFCE), включващи Втора съюзна тактическа въздушна сила (Second Allied Tactical Air Force (2 ATAF)) и Четвърта съюзна тактическа въздушна сила (Fourth Allied Tactical Air Force (4 ATAF)). Съответно основните сили на белгийската армия влизат в състава на Северната армейска група (чийто щаб е формиран от щаба на Британската рейнска армия (British Army of the Rhine (BAOR)), разположена в Северозападна Германия), а основните сили на белгийските ВВС влизат в състава на Втора съюзна тактическа въздушна сила (чийто щаб е формиран от щаба на Кралски военновъздушни сили в Германия (Royal Air Force Germany (RAFG), които включват британските авиационни подразделения (без армейската авиация) базирани в Германия.
Към 1989 г. основните въоръжени сили на Кралство Белгия са следните (в списъка не влизат ВМС и жандармерията):
Съюзни сили Централна Европа (Allied Forces Central Europe (AFCENT))
- Северна армейска група (Northern Army Group (NORTHAG) (Британска рейнска армия)
  - I Британски армейски корпус
  - I Германски армейски корпус
  - I Нидерландски армейски корпус
  - III Американски армейски корпус като армейски резерв от САЩ в случай на война
  - I Белгийски армейски корпус (Кьолн, Германия)
    - 1-ва Пехотна дивизия (Механизирана) (Лиеж)
      - 1-ва Механизирана пехотна бригада (Леополдсбюрг)
        - Танков батальон „2-ри Полк лансири“ („2de Regiment Lansiers“)
        - Механизиран пехотен батальон „1-ви Полк карабинери“ („1ste Regiment carabiniers“)
        - Механизиран пехотен батальон „Освободителен полк“ („Regiment Bevrijding“)
        - 18-и Артилерийски дивизион (18de Regiment Veldartillerie)
        - 13-а Противотанкова рота (13de Compagnie Anti-Tank)
        - 68-а Инженерна рота (68de Geniecompagnie)

      - 7-а Механизирана пехотна бригада (Марш ен Фамен)
        - Танков батальон „1-ви Полк лансири“ („1er Régiment de lanciers“)
        - Механизиран пехотен батальон „1-ви Полк Арденски стрелци“ („1er Chasseurs ardennais“)
        - Механизиран пехотен батальон „12-и Линеен пехотен полк“ („12e Infanterie de Ligne“)
        - Самоходен артилерийски дивизион „1-ви Полеви артилерийски полк“ („1er Régiment Artillerie de Campagne“)
        - 8-а Противотанкова рота (8e Compagnie Anti-Tank)
        - 67-а Инженерна рота (67е Compagnie du Genie)

      - 12-а Моторизирана пехотна бригада (Резервна) (Лиеж)
        - Танков батальон „3-ти Полк лансири“ („3e Regiment Lanciers“)
        - Механизиран пехотен батальон „2-ри Полк Арденски стрелци“ („2е Chasseurs ardennais“)
        - Механизиран пехотен батальон „3-ти Полк стрелци“ („3е Chasseurs ardennais“)
        - Механизиран пехотен батальон „3-ти Батальон пеши стрелци“ („3e Bataillon de chasseurs à pied“)
        - 15-и Самоходен артилерийски дивизион („15е Régiment Artillerie de Campagne“)
        - 12-а Противо-танкова рота (12е Compagnie Anti-Tank)
        - 12-а Инженерна рота (12е Compagnie du Genie)
        - 12-и Ескадрон за дълбоко разузнаване (12e Escadron d'Équipes spéciales de reconnaissance):

    - 16-а Пехотна дивизия (Механизирана) (Зьост, Германия)
      - 4-та Механизирана пехотна бригада (Зьост, Германия)
        - Танков батальон „4-ти Полк лансири“ („4de Regiment Lansiers“)
        - Механизиран пехотен батальон „1-ви Полк гренадири“ („1er Régiment de grenadiers“)
        - Механизиран пехотен батальон „5-и Полк линейна пехота“ („5de Linieregiment“)
        - 2-ри Самоходен артилерийски дивизион („2de Regiment Veldartillerie“)
        - 9-а Противо-танкова рота (9de Compagnie Anti-Tank)
        - 14-а Инженерна Рота (14e Compagnie de Genie)

      - 17-а Бронирана бригада (Зийген, Германия)
        - Танков батальон „1-ви Полк водачи“ („1ste Regiment gidsen“)
        - Танков батальон „2-ри Полк водачи“ („2de Regiment gidsen“)
        - Механизиран пехотен батальон „1-ви Полк карабинери велосипедисти“ („1er Régiment de carabiniers-cyclistes“)
        - Механизиран пехотен батальон „2-ри Полк карабинери велосипедисти“ („2e Régiment de carabiniers-cyclistes“)
        - 19th Artillery Battalion: 18 M109A3
        - 2nd Anti-tank Company: 12 Jagdpanzer Kanone, 12 M113A1-B-MIL
        - 15th Engineer Company: (see below)

      - 10-а Механизирана пехотна бригада (Резервна) (Лимбург)
        - Танков батальон „8-и Полк лансири“ („8de Regiment Lansiers“)
        - Механизиран пехотен батальон „2-ри Полк карабинери“ („2de Regiment Carabiniers“) M113A1-B
        - Механизиран пехотен батальон „4-ти Полк линейна пехота“ („4de Linieregiment“) M113A1-B
        - 74-ти Самоходен артилерийски дивизион („74de Regiment Veldartillerie“)
        - 10-а Противо-танкова рота
        - 10-а Инженерна рота
        - 10-и Ескадрон за дълбоко разузнаване (10de Bijzondere Verkenningseskadron)

    - на директно подчинение на I Армейски корпус
      - 1-ви Ескадрон за дълбоко разузнаване (1er Compagnie d’Équipes spéciales de reconnaissance)
      - Танков батальон „2-ри Полк конни стрелци“ („2е Jaagers te Paard“)
      - Лек бронеразузнавателен ескадрон „1-ви Полк конни стрелци“ („1е Jaagers te Paard“)
      - Лек бронеразузнавателен ескадрон „4-ти Полк конни стрелци“ („4th Chassuers a Cheval“)
      - Механизиран пехотен батальон „3-ти Батальон линейна пехота“ („3rd Line Infantry Battalion“)
      - Механизиран пехотен батальон „14-и Батальон линейна пехота“ („14th Line Infantry Battalion“)

    - 13-а Артилерийска група (Корпусно артилерийско командване)
      - 3-ти Оперативно-тактически ракетен дивизион Ланс
      - 6-и Среден самоходен артилерийски дивизион
      - 17-и Среден самоходен артилерийски дивизион
      - 20-и Тежък самоходен артилерийски дивизион
      - 72-ри Тежък артилерийски дивизион
      - 13-и Артилерийски дивизион

    - 14-и Самоходен зенитно-артилерийски дивизион
    - 35-и Самоходен зенитно-артилерийски дивизион
    - Зенитно-ракетен дивизион 43 („43e Artilleriebataljon – HAWK“) (Бракел, Германия) (4 батареи на различни локации)
    - Зенитно-ракетен дивизион 62 („62e Artilleriebataljon – HAWK“) (Есенто, Германия) (4 батареи на различни локации)
    - Армейска авиация: (по 13 Alouette II във всяка ескадрила)
      - 16-а Ескадрила (Буцвайлерхоф (Кьолн), Германия)
      - 17-а Ескадрила (Верл, Германия)
      - 18-а Ескадрила (Мерцбрюк (Аахен), Германия)

    - корпусни инженерни подразделения
      - 1st Genie Field Engineering Bn: 2 Equipment Cos (LOC), 1 Bridge (10 M48AVLB), 1 NBC
      - 10th Genie Field Engineering Bn: 3 Eng Co
      - 17th Genie Field Engineering Bn: 3 Eng Co
      - 3rd Genie Bridging Bn (3de Bataljon Genie): 1 Uniflot Bridge Co, 2 Mobile Floating Armored Bridge Cos
      - 6th Genie Bn: 2 field engineer Cos, 1 Bridging Co (10 M48AVLB), 1 Atomic Demolition Co.

    - две жандармерийски роти за охрана на щабовете
- Мобилен отряд на Съюзно командване Европа (Allied Command Europe Mobile Force (AMF)) (международен отряд на директно подчинение)
  - Полк парашутисти-командоси („Para-Commando Regiment“) (Льорен) (най-вероятно за подсилване на Норвегия)
    - Бронеразузнавателен ескадрон командоси-парашутисти („Eskadron der Gidsen Para-Commando“)
    - 1-ви Батальон парашутисти-командоси („1e Bataljon Parachutisten“)
    - 2-ри Батальон парашутисти-командоси („2e Bataillon de Commando's“)
    - 3-ти Батальон парашутисти-командоси („3e Bataljon Parachutisten“)
    - 4-ти Батальон парашутисти-командоси (резервен) („4e Bataillon de Commando's“ (Reserve))
    - Артилерийска батарея командоси-парашутисти („Batterie d'artillerie de campagne Para-Commando“)
    - Противотанкова рота командоси-парашутисти („Compagnie Anti-Tank Para-Commando“)

  - Вътрешни сили (териториална отбрана на Белгия и подкрепления за I Армейски корпус)
    - Лекопехотен батальон „5-и Полк арденски стрелци“ („5th Ardennes Rifles“)
    - Лекопехотен батальон „3-ти Батальон карабинери велосипедисти“ („3rd Carabineers Cyclists“)
    - Лекопехотен батальон „4-ти Батальон карабинери велосипедисти“ („4th Carabineers Cyclists“)
    - 9 провинциални резервни пехотни полка, всеки с по 2 – 5 лекопехотни/ разузнавателни батальона
      - 1-ви Провинциален полк (Брабант)
      - 2-ри Провинциален полк (Ено)
      - 3-ти Провинциален полк (Западна Фландрия)
      - 4-ти Провинциален полк (Източна Фландрия)
      - 5-и Провинциален полк (Антверпен)
      - 6-и Провинциален полк (Лимбург)
      - 7-и Провинциален полк (Лиеж)
      - 8-и Провинциален полк (Люксембург)
      - 9-и Провинциален полк (Намюр)

    - 4 инженерни батальона:
      - 27-и и 31-ви тежки
      - 4-ти (4e Bataillon de Génie) и 11-и (11de Bataljon Genie) леки

    - 4 инженерни роти:
      - 3-та и 4-та механизирани
      - 7-а и 8-а мостови

    - 15-а Авиационна ескадрила (смесена) (артилерийска казарма Брасхат)
- Съюзни военновъздушни сили Централна Европа (Allied Air Forces Central Europe (AAFCE)
  - Втора съюзна тактическа въздушна сила (Second Allied Tactical Air Force (2 ATAF)) (Royal Air Force Germany)
    - Оперативен център за въздушна отбрана (Маастрихт, Нидерландия)
      - Секторен оперативен център 1 (Аурих, Германия)
        - Център за контрол и известяване Аурих (1-ви Батальон, 34-ти Свързочен полк на Луфтвафе)
        - Център за контрол и известяване Фиселхьоведе (2-ри Батальон, 34-ти Свързочен полк на Луфтвафе)
        - Център за контрол и известяване Брекендорф (3-ти Батальон, 34-ти Свързочен полк на Луфтвафе)
        - Център за контрол и известяване Нюв Милиген (Нидерландия) (Кралски нидерландски ВВС)

      - Секторен оперативен център 2 (Юдем, германия)
        - Център за контрол и известяване Юдем (1-ви Батальон, 33-ти Свързочен полк на Луфтвафе)
        - Център за контрол и известяване Бракел (3-ти Батальон, 33-ти Свързочен полк на Луфтвафе)
        - Център за контрол и известяване Ернтебрюк (5-а Учебна група, 2-ро Техническо училище на Луфтвфе)
        - Център за контрол и известяване Басанж, Белгия (Кралски белгийски ВВС)

    - Кралски военновъздушни сили в Германия
    - 3-та Дивизия на Луфтвафе, Германски военновъздушни сили
    - 4-та Дивизия на Луфтвафе, Германски военновъздушни сили
    - ВВС на САЩ в Европа (малка част)
    - Кралски нидерландски военновъздушни сили
    - Кралски белгийски военновъздушни сили
      - 1-во Тактическо крило (1er Wing tactique) (Бьовушон)
        - 349-а Изтребителна ескадрила (349e Escadrille de chasse „Mace“): 24 F-16A
        - 350-а Изтребителна ескадрила (350e Escadrille de chasse „Ambiorix“): 24 F-16A

      - 2-ро Тактическо крило (2e Wing tactique) (Флорен)
        - 1-ва Изтребителна ескадрила (1er Escadrille de chasse „Stingers“): 24 F-16A
        - 2-ра Изтребителна ескадрила (2e Escadrille de chasse „Comet“): 24 F-16A

      - 10-о Тактическо крило (No. 10 Tactische Wing) (Клайне Брогел)
        - 23-та Изтребителна ескадрила (23de Smaldeel Jagdvliegtuigen „Devils“): 24 F-16A
        - 31-ва Изтребителна ескадрила (31de Smaldeel Jagdvliegtuigen „Tigers“): 24 F-16A

      - Авиочаст за оперативно проучване (OCU „Vulture“) (Клайне Брогел): F-16B, Mirage 5BD
      - 3-то Тактическо крило (3e Wing tactique) (Лиеж):
        - 8-а Изтребително-бомбардировъчна ескадрила (8e Escadrille be chasse-bombardeur): 36 Mirage 5BA
        - 42-ра Разузнавателна ескадрила (42e Escadrille de reconnaissance): 22 Mirage 5BR

      - 9-о Тактическо крило (9de Tactische Wing) (Синт Тройден)
        - 7de Smaldeel: 16 Alpha Jets
        - 33de Smaldeel: 16 Alpha jets

      - 15-о Въздушнотранспортно крило (15e Wing de transport aerienne) (Брюксел – Мелбрьок)
        - 20-а Транспортна ескадрила (20e Escadrille de transport)
        - 21-ва Транспортна ескадрила (21e Escadrille de transport)

      - 9-а Противовъздушна група управляеми оръжия (9e Luchtdoel Wing Geleide Wapens) (Грефрат, Германия): 18 Nike Hercules
      - 13-а Противовъздушна група управляеми оръжия (13e Wing des missiles Sol-Air) (Дюрен, Германия): 18 Nike Hercules
      - 6 Противовъздушни зенитноракетни ескадрили (Smaldeelen / Escadrilles des missiles Sol-Air): 6 I-Hawk launchers each

### XXI век
През 2002 г. е проведена задълбочена военна реформа:
- Трите вида въоръжени сили са обединени в един, наречен просто Отбрана (Defensie/Défence)
  - Сухопътните сили (Landmacht/Force Terrestre) стават Наземен компонент (Landcomponent / Composante Térre)
  - Военновъздушните сили (Luchtmacht/Force Aérienne) стават Въздушен компонент (Luchtcomponent/Composant Aérienne)
  - Военноморските сили (Zeemacht/Force Navale) стават Морски компонент (Luchtcomponent/Composante Aerienne)
- към тях с изравнен статус се присъединява
  - Медицинската служба (Medische dienst/Service Médicale) като Медицински компонент (Medische component/Composant Médicale)
- Жандармерията (Rijkswacht/Gendarmerie) се влива през 2001 г. в новосформираната Федерална полиция и за изпълнение на функциите ѝ във въоръжените сили е формиран малък контингент Военна полиция.
- числеността им определена на 47 000 офицери, сержанти, войници и граждански лица
- Премахват се щабовете на отделните видове въоръжени сили.

В най-ново време основните усилия в изграждането на въоръжените сили е премахването на цялото тежко верижно въоръжение (най-вече танковете и самоходните артилерийски установки), на тежките зенитно-ракетните комплекси и по-тясното взаимодействие с въоръжените сили на Франция, Нидерландия и Люксембург.

## Съвременна организация

### Командване
Монархът на Белгия (Кралят на Белгийците) формално е Върховен главнокомандващ на Въоръжените сили. В действителност тази функция се изпълнява от Началника на отбраната (нидерландски: Chef Defensie, френски: Chef de la Défence (CHOD)). Той единствен извън кралското семейство е с чин генерал или адмирал (с четири звезди). Граждански контрол върху военните се осъществява от федералния Министър на отбраната, оглавяващ Министерството на отбраната (нидерландски: Ministerie van Landsverdediging, френски: Ministère de la Défense) – институция на федералното правителство и като такава подчинено на Министър-председателя на Кралство Белгия. Даването на офицерски звания е прерогатив на монарха и той го осъществява по препоръка на министъра на отбраната. Началникът на отбраната е висшият професионален ръководител на всички белгийски военнослужещи, а Генералният секретар на Министерството на отбраната – на всички цивилни служители в структурите на Министерството.
Непосредствен помощник на Началника на отбраната и негов пръв заместник е Вице-началникът на отбраната (нидерландски: Vice Chef Defensie, френски: Vice-chef de la Défence (VCHOD)), офицер със звание генерал-лейтенант/вицеадмирал (три звезди).
Генералният щаб на белгийските въоръжени сили е съставен от четири отдела, оглавени от Асистенти началник-щаб (ACOS). Характерна особеност в сравнение с други въоръжени сили е, че началниците на видовете въоръжени сили са подчинени не на Началника на отбраната, а на Асистент началник-щаб по операциите и подготовката (ACOS „Operaties en Training“/ „Орérations et entraînement“). Всеки ACOS има минимум двама заместници.
В структурата на Министерството влизат и шест генерални дирекции, също оглавявани от висши офицери. Докато четирите отдела са пряко ангажирани с планирането и осъществяването на военни операции, шестте генерални дирекции са натоварени с организационни логистични функции (като материалното осигуряване на силите, обучението на кадрите, правните въпроси, връзките с обществеността).
Въоръжени сили (Defensie/Défence)
Щаб на Отбраната (Defensiestaf / Commandement générale)
- Министър на отбраната и заместници
- Началник и виценачалник на Отбраната
  - Генерален инспектор (Inspecteur-Generaal Bemiddeling)
  - Военен кабинет на Краля (Militair Huis van de Koning/Maison militaire du Roi)
  - Институт за ветерани (Instituut voor veteranen)
  - Национален географски институт (Nationaal Geografisch Instituut (NGI))
  - Централна служба за социални и културни дейности (Centrale dienst voor sociale en culturele actie (CDSCA))
  - Кралски оркестър на Отбраната (Koninklijke Muziekkappellen van Defensie)
  - Кралски музей на Въоръжените сили и за военна история (Koninklijk Museum van het Leger en de Krijgsgeschiedenis)
- Отдел на ГЩ „Операции и подготовка“ (Stafdepartement „Operaties en training“ / Département d'État-Major „Opérations et entraînement“ (ACOS Ops & Trg))
  - Асистент началник-щаб по операциите и подготовката – генерал-лейтенант Марк Компернол, адютант на краля
    - генерал-майор Юбер де Фос (Наземен компонент)
    - генерал-майор авиатор Фредерик Вансина (Въздушен компонент)
    - дивизионен адмирал Мишел Хофман (Морски компонент)
    - генерал-майор медик Геерт Леер (Медицински компонент)
- Отдел на ГЩ „Стратегия“ (Stafdepartement „Strategie“ / Département d'État-Major „Stratégie“ (ACOS Strat))
  - Асистент началник-щаб по отбранителната политика, стратегиите и плановете – генерал-лейтенант Гуидо Андрийс, адютант на Краля
- Отдел на ГЩ „Разузнаване и сигурност“ (Stafdepartement „Inlichtingen en veiligheid“ / Département d'État-Major „Renseignement et sécurité“ (ACOS IS))
  - Асистент началник-щаб по разузнаването и сигурността – генерал-лейтенант Еди Тестелманс
    - Генерална служба за разузнаване и сигурност (Algemene Dienst Inlichting en Veiligheid (ADIV) / Service Général du Renseignement et de la Sécurité (SGR))
- Отдел на ГЩ „Грижа за личния състав“ (Stafdepartement „Well-being“ / Département d'État-Major „Well-being“ (ACOS WB))
  - генерал-майор фармацевт Даниел Левиле, отговаря за здравето, физическата подготовка, условията на труд на личния състав и екологията на военните обекти
- Генерална дирекция „Материални ресурси“ (Algemene Directie „Material Resources“ / Direction générale „Material resources“ (DG MR))
  - генерал-лейтенант Ги Клемон
- Генерална дирекция „Човешки ресурси“ (Algemene Directie „Human Resources“ / Direction générale „Human resources“ (DG HR))
  - генерал-лейтенант Филип Гроден, адютант на Краля
- Генерална дирекция „Правна поддръжка и медиация“ (Algemene Directie „Juridische Steun & Bemiddeling“/Direction générale „Appui juridique et médiation“ (DG JM))
  - главен съветник Годлив Порио
- Генерална дирекция „Бюджет и финанси“ (Algemene Directie „Budget & Financiën“/Direction générale „Budget et finances“ (DG BudFin))
  - генерал-майор от авиацията Карел ван дер Овера
- Генерална дирекция „Обучение“ (Algemene Directie „Vorming“ / Direction générale „Formation“ (DG Vmg))
  - генерал-лейтенант Франсоа Хендрикс
    - Кралски висш институт на отбраната [военна академия] (Koninklijk Hoger Instituut voor Defensie – KHID)
    - Кралско военно училище (Koninklijke Militaire School – KMS)
      - Подготвителен отдел на КВУ (Voorbereidende Divisie van de Koninklijke Militaire School – VDKMS)

    - Кралско училище за подофицери (École royale des sous-officiers)
    - Кралски военен институт за лекоатлетическа подготовка (Koninklijk Militair Instituut voor Lichamelijke Opvoeding – KMILO)
    - Център за набор на кадри и селекция (Recruterings– en Selectiecentrum – CRS)
- Генерална дирекция „Комуникация“ [връзки с обществеността] (Algemene Directie „Communicatie“/Direction générale „Communication“ (DG COM))
  - полковник авиатор Коен Хилеверт

### Наземен компонент
Наземният компонент включва сухопътните войски на белгийската Отбрана. Дълго време Кралството се стреми да съблюдава паритет между въоръжените сили, набирани измежду представителите на двете основни езиково-културни общности. По тази причина в различните исторически периоди има например две редовни пехотни фламандски и две редовни пехотни валонски дивизии, по-късно три на три. По време на Студената война паритетът е между една механизирана фламандска и една механизирана валонска дивизия, всяка с по две редовни и една резервна бригада, а специалните сили са смесени в елитния полк командоси – парашутисти. С последните съкращения, предприети в периода 2010 – 2011 г., и основно със специализацията на двете останали бригади и разформироването на последното превъплъщение на командосите – парашутисти – Клетката за незабавно реагиране (Immediate Reaction Cell, полков еквивалент) става невъзможно поддържането на паритета на огледални съединения. Фламандската 1-ва Механизирана бригада с щаб в Леополдсбюрг запазва в известен смисъл механизирания си характер и е прекръстена на Средна бригада (Medium brigade), но валонската 7-а Механизирана бригада с щаб в Марш ан Фамен е трансформирана в Лека бригада (Brigade légère), поглъщайки подразделенията на разформированата Клетка за незабавна реакция. Двете бригади разменят подчинени подразделения и днес Средната бригада с фламандско-говорещ щаб командва и френско-говорещи подразделения, а Леката бригада с френско-говорещ щаб командва и фламандско-говорещи подразделения.

#### COMOPSLAND
НАЗЕМНО ОПЕРАТИВНО КОМАНДВАНЕ (COMOPSLAND)
(оперативното командване на сухопътните подразделения, начело с генерал-майор) (Евер), ~ 220 души
- Средна бригада (Medium Brigade) (Леополдсбюрг) (въоръжена с колесни бойни машини Piranha IIIC и бронирани ATF Dingo2)
  - Щаб и щабна рота (Staf Medium Brigade en Stafcompagnie „Regiment 8e/ 9e Linie“) (Леополдсбюрг)
  - Среден пехотен батальон „Освободителен полк – 5-и Полк линейна пехота“ („Bevrijding-5e Linie“) (Леополдсбюрг)
    - щаб, командно-логистична рота, механизирана рота с MOWAG Piranha IIIC, две моторизирани роти с ATF Dingo 2, ~ 550 души[14]

  - Среден пехотен батальон „1ste Carabiniers Prins Boudewijn-Grenadiers (Леополдсбюрг)
    - щаб, командно-логистична рота, механизирана рота с MOWAG Piranha IIIC, две моторизирани роти с ATF Dingo 2, ~ 550 души[14]

  - Среден пехотен батальон „Арденски стрелци“ („Chasseurs Ardennais“) (Марш ан Фамен)
    - щаб, командно-логистична рота, механизирана рота с MOWAG Piranha IIIC, две моторизирани роти с ATF Dingo 2, ~ 550 души[14]

  - Среден пехотен батальон „1-ви/ 3-ти Полк лансири“ („1/ 3 Bataillon de Lanciers) (Марш ан Фамен)
    - щаб, командно-логистична рота, механизирана рота с MOWAG Piranha IIIC, две моторизирани роти с ATF Dingo 2, ~ 550 души[14]
- Лека бригада (Brigade légère) (Марш ан Фамен) (оборудвана с автомобили и всъдеходи)
  - Щаб и щабна рота (État-major de la brigade légère et compagnie de commandement „4e Bataillon Para-Commando“) (Марш ан Фамен)
  - Група специални сили (Special Forces Group) (Хеферлее)
    - щаб, командно-логистична рота A, оперативна рота B (взводове Земя, Амфибиен, Въздух, За поддръжка, общо 12 екипа по 6 души), рота за поддръжка C, разузнавателна рота D, ~ 200 души

  - 2-ри Батальон командоси (2е Bataillon de Commandos) (Флоуин)
    - щаб, командно-логистична рота, 12-а, 13-а, 16-а роти командос с ATF Dingo 2, Iveco LMV, всъдеходи Groundhog, ~ 650 души[14]

  - 3-ти Батальон парашутисти (3e Bataljon Parachutisten) (Тиелен)
    - щаб, командно-логистична рота, 15-а, 17-а парашутни роти с ATF Dingo 2, Iveco LMV, всъдеходи Groundhog, ~ 650 души[14]

  - Лекопехотен батальон „12-и на принц Леополд – 13-и Полк линейна пехота“ („12e de Ligne Prince Léopold – 13e de Ligne“) (Спа)
    - щаб, командно-логистична рота, три моторизирани роти с ATF Dingo 2, Iveco LMV, всъдеходи Groundhog, ~ 650 души[14]

  - Тренировъчен център за парашутисти (Trainingscentrum voor Parachutisten) (Шафен), ~ 280 души[14]
  - Тренировъчен център за командоси (Centre d'entraînement de Commandos) (Марш ле Дам), ~ 180 души[14]
- Брониран разузнавателен батальон „Конни стрелци“ („Jagers te Paard“ (ISTAR)) (Хеферлее) (БРМ Pandur IB, част от тях с радари Elta SCB-2130A)
  - командно-логистичен ескадрон Т, два леки бронирани разузнавателни ескадрона (френски A и фламандски C), ескадрон за радиотехническо разузнаване B и учебен ескадрон D,~ 660 души[14]
- Артилерийски дивизион (Artilleribataljon) (Брасхат),~ 900 души[14]
  - лека буксирна гаубична батарея LG1105 mm (Брасхат)
  - тежка буксирна минометна батарея 120 mm (Брасхат)
  - лека зенитно-ракетна батарея ПЗРК Mistral (Ломбардсейде, Нюпорт)
- 4-ти Инженерен батальон (4e Bataillon de Génie) (Еме)
  - щаб, командно-логистична рота, 67-а механизирана сапьорна рота, 14-а парашутна сапьорна рота, 3-та рота ЯХБЗ, 15-а строителна рота с инженерни и евакуационни MOWAG Piranha IIIC, ATF Dingo 2, евакуатори Renault Kerax 8x4, ~ 770 души[14]
- 11-и Инженерен батальон (11de Geniebataljon) (Звейндрехт)
  - щаб, командно-логистична рота, 1-ва механизирана сапьорна рота, 68-а лека сапьорна рота, рота ЯХБЗ, 6-а строителна рота с инженерни и евакуационни MOWAG Piranha IIIC, ATF Dingo 2, евакуатори Renault Kerax 8x4,~ 600 души[14]
- Група военна полиция (Military Police Group) (Евер),~ 200 души[14]
  - Подразделение Алфа (Alpha Detachment) (Евер, отговаря за столицата Брюксел провинция Фламандски Брабант)
  - Подразделение Браво (Bravo Detachment) (Нивел, отговаря за провинциите Валонски Брабант, Ено и Намюр)
  - Подразделения Чарли (Charlie Detachment) (Марш ан Фамен, отговаря за провинциите Лиеж и Люксембург)
  - Подразделение Делта (Delta Detachment) (Леополдсбюрг, отговаря за провинциите Лимбург и Антверпен)
  - Подразделение Еко (Echo Detachment) (Ломбардсейде, Нюпорт, отговаря за Западна Фландрия и Източна Фландрия)
- Сапьорна служба (Dienst voor Opruiming en Vernietiging van Ontploffingstuigen) (Хеферлее),~ 330 душ[14]
- Група за контрол на движението (Movement Control Group) (Филфоорде, Пеюти),~ 150 души[14]
- Група за информационни операции (Information Operations Group) (Хеферлее) (отговаря за психологически операции (PsyOps) и гражданско-военно сътрудничество (CIMIC)),~ 200 души[14]
- 4-та Група КИС (4е Groupe Systèmes de Communication et d’Information) (Марш ан Фамен),~ 190 души[14]
- 6-а Група КИС (6de Groep Communicatie– en Informatiesystemen) (Филфоорде, Пеюти),~ 190 души[14]
- 10-а Група КИС (10de Groep Communicatie– en Informatiesystemen) (Леополдсбюрг),~ 380 души[14]
- 4-ти Логистичен батальон (4е Bataillon Logistique) (Марш ан Фамен)
  - щаб, Щабна рота, 7 ма Транспортно-снабдителна рота, 7 ма Материална рота,~ 450 души[14]
- 18-и Логистичен батальон (18de Bataljon Logistiek) (Леополдсбюрг)
  - щаб, щабна рота, транспортно-снабдителна рота, материална рота,~ 450 души[14]
- 29-и Логистичен батальон (29de Bataljon Logistiek) (Гробендонк)
  - щаб, щабна рота, 10-а Транспортна рота, 101-ва Снабдителна рота, 230-а Материална рота, 260-а Рота за амуниции,~ 560 души[14]
- Част за полево развръщане (Field Accommodation Unit) (авиобаза Бьовошон) (развръща модули за настаняване),~ 80 души[14]
- Учебен център на Наземния компонент (Competentiecentrum Land) (Леополдсбюрг),~ 60 души[14]
  - Маневрен департамент (Departement Manoeuvre) (Арлон и Леополдсбюрг) (подготвя войници за бойните части и частите за бойна поддръжка),~ 320 души[14]
  - Инженерен департамент (Departement Génie) (Жамбе, Намюр) (подготвя войници за сапьори, инженери и ЯХБЗ),~ 246 души[14]
- учебни полигони, общо ~ 560 души[14]
  - Учебен лагер Беферло (Training Camp Beverlo) (Леополдсбюрг)
  - Учебен лагер Елзенборн (Training Camp Elsenborn) (Бютгенбах)
  - Учебен лагер Лаглан (Training Camp Lagland) (Арлон)
  - Учебен лагер Марш (Training Camp Marche) (Марш ан Фамен)

### Въздушен компонент

#### COMOPSAIR
ВЪЗДУШНО ОПЕРАТИВНО КОМАНДВАНЕ (COMOPSAIR)
- 2-ро Тактическо крило (2e Wing Tactique) (авиобаза Флорен)
  - Щаб и щабна ескадрила на крилото (État-major et escadrille de commandement de la wing)
  - Авиационна група (Groupe Aérien)
    - Щаб на авиационната група (Commandement de la groupe aérien)
    - 1-ва Ескадрила (1er Escadrille „Chardon“): F-16AM/BM
    - 350-а Ескадрила (350e Escadrille „Ambiorix“): F-16AM/BM
    - 80-а Ескадрила безпилотни летателни апарати (80е Escadrille UAV) (до 2014 г. самостоятелно авиоподразделение): Hunter-B UAV
    - Ескадрила за въздушни операции (Escadrille des operations aeriennes)

  - Авиотехническа група (Groupe de Maintenance)
    - Щаб на авиотехническата група (Commandement de la groupe de maintenance)
    - Ескадрила за самолетно обслужване и въоръжаване (Escadrille de ligne et de armement)
    - Авиоремонтна ескадрила (Escadrille de maintenance des avions)
    - Ескадрила за ремонт на електроника и комуникационни системи (Escadrille de service des systemes electroniques et communications)
    - Транспортна и логистична ескадрила (Escadrille de transport et de soutien)

  - Група за охрана и поддръжка (Groupe de Défense et Support)
    - Щаб на групата за охрана и поддръжка (Commandement de la groupe de défence et support)
    - Ескадрила за охрана на авиобазата (Escadrille de la défense)
    - Тилова ескадрила (Escadrille de support)
- 10-о Тактическо крило (10de Tactische Wing) (Клайне Брогел)
  - Щаб и щабна ескадрила на крилото (Staf en Stafcompagnie Wing)
  - Авиационна група (Vlieg Groep)
    - Щаб на авиационната група (Staf Vlieg Groep)
    - 31-ва Ескадрила (31e Smaldeel „Tijger“): F-16AM/BM
    - 349-а Ескадрила (349e Smaldeel „Goedendag“): F-16AM/BM
    - Авиочаст за оперативно приучване (Operational Conversion Unit): F-16AM/BM
    - Ескадрила за въздушни операции (Smaldeel Luchtdienst)

  - Авиотехническа група (Maintenance Groep)
    - Щаб на авиотехническата група (Staf Maintenance Groep)
    - Ескадрила за самолетно обслужване и въоръжаване (Lijn – en Bewapening Smaldeel)
    - Авиоремонтна ескадрила (Vliegtuig Maintenance Smaldeel)
    - Ескадрила за ремонт на електроника и комуникационни системи (Electronics en Communications Smaldeel)
    - Транспортна и логистична ескадрила (Smaldeel Militair Transpoort en Logististische Steun)

  - Група за охрана и поддръжка (Verdedigings– en Steun Groep)
    - Щаб на групата за охрана и поддръжка (Staf Verdedigings– en Steun Groep)
    - Ескадрила за охрана (Verdedigings Smaldeel)
    - Тилова ескадрила (Steun Smaldeel)
- 15-о Крило за въздушен транспорт (15 Wing Luchttransport) (Военно летище Брюксел – Мелбрьок, военна част на международно летище Завентем)
  - Щаб и щабна ескадрила на крилото (Staf en Stafcompagnie Wing)
  - Авиационна група (Vlieg Groep)
    - Щаб на авиационната група (Staf Vlieg Groep)
    - 20-о Звено за тактически транспорт (20. Tactical Transport Flight „Sioux Blue“ / „Blauwe Sioux“): C-130H
    - 21-во Звено за свързочни и далечни полети (21. Liaison & Long Haul Flight „Sioux Rouge“ / „Rode Sioux“): A321-200, ERJ145LR/135LR, Falcon 900B,
    - Екипажна и учебна ескадрила (Crew Management / Ops & Training Squadron „Sioux Vert“ / „Groene Sioux“): C-130H, A321-200, ERJ145LR/135LR, Falcon 900B
    - Ескадрила за планиране на операциите и подготовка (Smaldeel Operaties en Training)
    - Ескадрила за въздушни операции (Smaldeel Luchtdienst)

  - Aвиотехническа група (Maintenance Groep)
    - Щаб на авиотехническата група (Staf Maintenance Groep)
    - Авиотехническа ескадрила C-130 (Smaldeel C-130)
    - Ескадрила за самолетно обслужване и комуникации (Smaldeel Lijn en Communicatie)
    - Ескадрила за поддръжка (Steun Smaldeel)

  - Група за охрана и поддръжка (Verdedigings– en Steun Groep)
    - Щаб на групата за охрана и поддръжка (Staf Verdedigings– en Steun Groep)
    - Ескадрила за охрана (Smaldeel Verdediging)
    - Тилова ескадрила (Smaldeel Steun)

  - Летищна ескадрила (Smaldeel Aerogare Militaire Luchthaven)
- 1-во Крило (1 Wing) (авиобаза Бьовушон) (включва вертолетите и леките учебни витлови самолети)
  - Щаб и щабна ескадрила на крилото (État-major et escadrille de commandement de la wing)
  - Авиационна група (Groupe Aérien)
    - Щаб на авиационната група (Commandement de la groupe aérien)
    - 17-а Ескадрила многоцелеви вертолети (17 Squadron Multi-Role Helicopters (MRH) Griffon/Griffioen): А.109BA
    - 18-а Ескадрила многоцелеви вертолети (18 Squadron Multi-Role Helicopters (MRH) Ares/Leonidas): NH-90TTH
    - 15-а Ескадрила – Авиочаст за оперативно приучване (15 Squadron Operational Conversion Training Unit (OCTU): А.109BA, NH-90TTH
    - Ескадрила за планиране на операциите и подготовка (Escadrille des operation et de entraînement)
    - Ескадрила за въздушни операции (Escadrille des operations aeriennes)

  - Авиотехническа група (Groupe de Maintenance)
    - Щаб на авиотехническата група (Commandement de la groupe de maintenance)
    - Ескадрила за самолетно обслужване (Escadrille de ligne pour avions)
    - Ескадрила за вертолетно обслужване (Escadrille de ligne pour hélicoptères)
    - Авиоремонтна ескадрила (Escadrille de maintenance des aeronefs)
    - Ескадрила за ремонт на електроника и комуникационни системи (Escadrille de service des systemes electroniques et communications)
    - Транспортна и логистична ескадрила (Escadrille de transport et de soutien)

  - Група за охрана и поддръжка (Groupe de Défense et Support)
    - Щаб на групата за охрана и поддръжка (Commandement de la groupe de défence et support)
    - Ескадрила за охрана на авиобазата (Escadrille de la défense)
    - Тилова ескадрила (Escadrille de support)

  - База Коксейде (Basis Koksijde) (включва вертолетите за флотска поддръжка и морско търсене и спасяване, до 2014 г. самостоятелно авиоподразделение)
    - 40-а Ескадрила (40e Smaldeel): NH-90NFH/ TTH
- Център за въздушен контрол и оповестяване GLONS Тонгерен (Control and Reporting Center GLONS Tongeren)
- Център за контрол на въздушния трафик Семерзаке (Air Traffic Control Center Semmerzake)
  - Ескадрила за контрол на въздушния трафик (Escadrille ATC (Contrôle du trafic aérien)
  - Ескадрила за техническа поддръжка (Escadrille Maintenance)
  - Ескадрила за охрана и снабдяване (Escadrille Défense & Support)
  - Училище за контрол на въздушния трафик (École ATC)
- Метеорологично крило (Meteo Wing) (авиобаза Бьовушон)
  - Командване и щаб (Commandement et état-major)
  - Експлоатационна метеорологична група (Groupe Exploitation Meteo)
    - Метеорологичен център за прогнозиране (Centre militaire de prévisions)
    - метеорологични клонове, разпръснати на територията на страната (antennes météorologiques)
    - Учебна ескадрила (Escadrille école)
    - Научноизследователска ескадрила (Escadrille applications meteo)

  - Група за поддръжка на Метео крилото (Groupe Support Meteo)
    - Техническа и логистична ескадрила (Escadrille technique et logistique)
    - Развойна ескадрила (Escadrille systèmes météorologiques)
- Директорат за авиационна безопасност (Aviation Safety Directorate) (авиобаза Бьовушон)
- Учебен център на Въздушния компонент (Centre de Compétence Air) (авиобаза Бьовушон)
  - Основно летателно училище (École de l'Aviation Légère)
    - 5-а Ескадрила (курсанти) („Faucon Égyptien“ / „Egyptische Valk“): SF260D/M+
    - 9-а Ескадрила (инструктори) („Cocotte verte“ / „Groene Cocotte“): SF260D/M+

  - Френско-белгийско летателно училище за бойна подготовка (авиобаза Тур, Франция)
    - 11-а Ескадрила: Alpha Jet B+ (подготвя пилоти – изтребители)

  - Френско летателно училище за транспортната авиация (авиобаза Авор, Франция) (подготвя пилоти на транспортни самолети)
  - HeliDax – частен подизпълнител на френското Министерство на отбраната (летище Дакс, Франция) (подготвя пилоти на вертолети)
  - Център за подготовка за оцеляване (Combat Survival Centre (CSC))
  - Противопожарно училище(Fire Training School (FTS))
  - Учебен център за служебни кучета (Militaire Kennels Commando en Kennel Centrum) (Хеферлее)

### Морски компонент
Морският компонент е равен по ранг с останалите три компонента, командва се от флотилен адмирал (белгийският еквивалент на контраадмирал) и включва около 1900 души. Белгийският Морски компонент е обединен оперативно с Кралските ВМС на Нидерландия и формално с люксембургския морски компонент (такъв не съществува) в оперативно командване, наречено Admiraliteit BeNeLux в нидерландската ВМБ Ден Хелдер. Командващият Кралските нидерландски ВМС заема длъжността Admiral BeNeLux, а командващият белгийския Морски компонент – Vice-Admiral BeNeLux.

#### COMOPSNAV
МОРСКО ОПЕРАТИВНО КОМАНДВАНЕ (COMOPSNAV)
(оперативното командване на морския компонент, начело с флотилен адмирал) (ВМБ Зебрюге)
Адмиралитет Бенилюкс (Admiraliteit BeNeLux) (ВМБ Ден Хелдер, Нидерландия)
Нидерландско – белгийско оперативно училище (Nederlands-Belgische Operationele School)
Оперативен учебен център за миночистачи (Mine countermeasure vessels Operational Sea Training)
Училище за минна борба (Eguermin)
Учебен център за борба за живучест на морския състав (Damage Control Center leren marinebemanningen)
Флот (Vloot)
- Дивизион фрегати клас „Карел Доорман“ (Smaldeel Karel Doorman klasse M-fregatten)
  - F930 Leopold I, F931 Louise-Marie, заменили продадените на България фрегати клас „Вийлинген“
- Дивизион минни ловци клас „Трипартит“ (Smaldeel Tripartite-klasse Mijnenjager)
  - M915 Aster, M916 Bellis, M917 Crocus, M921 Lobelia, M923 Narcis, M924 Primula, седми кораб е продаден на България и служи във Военноморските сили на България като минен ловец борд 32 „Цибър“
- Дивизион кораби за поддръжка (Smaldeel Ondersteuning schepen)
  - Секция кораби за командване и поддръжка (Sectie Logistiek steun– en commandoschepen)
    - A960 Godetia

  - Секция кораби за океанографско обследване (Sectie Oceanografisch onderzoeksschepen)
    - A962 Belgica

  - Секция кораби за брегова охрана (Sectie Kustwachtvaartuigen)
    - A963 Stern
- Дивизион патрулни кораби (Smaldeel Patrouilleschepen)
  - P901 Castor, P902 Pollux
- Дивизион спомагателни кораби (Smaldeel Hulpschepen)
  - Секция буксири (Sectie Sleepboten)
    - A950 Valcke, A996 Albatros

  - Секция ветроходен кораб (Sectie Zeilend schoolschip)
    - A958 Zenobe Gramme

  - Секция кралска яхта (Sectie Koninklijk Jacht)
    - A983 Quatuor, A982 Alpa IV / Technema 85/90

  - Секция лодки тип RHIB (Sectie sterke opblaasbare Boten)
    - A995 Spich, A998 Werl

  - Секция пристанищни транспорти (Sectie haven laders)
    - A997 Spin

### Медицински компонент
Медицинският компонент е формиран на базата на бившата Медицинска служба. Равен по ранг е с останалите три компонента, командва се от лекар със звание генерал-майор/ флотилен адмирал (контраадмирал) и включва около 2000 души. Военната болница е полкови еквивалент, елементите и учебния център са батальонни еквиваленти.

#### COMOPSMED
МЕДИЦИНСКО ОПЕРАТИВНО КОМАНДВАНЕ (COMOPSMED)
(оперативното командване на медицинския компонент, начело с генерал-майор) (Евер)
- Военна болница „Кралица Астрид“ (Militair Hospitaal Koningin Astrid) (Недер офер Хеембеек, Брюксел), ~ 600 души
- 1-ви Елемент за медицинска интервенция (1de Element voor Medische Interventie) (Ломбардсейде, Нюпорт), DINGO II Ambulance, Iveco LMV, Groundhog, ~ 190 души[15]
- 2-ри Елемент за медицинска интервенция (2de Element voor Medische Interventie) (Леополдсбюрг), DINGO II Ambulance, Iveco LMV, Groundhog, ~ 140 души[15]
- 3-ти Елемент за медицинска интервенция (3е Élément médical d'interventions) (Марш ан Фамен), DINGO II Ambulance, Iveco LMV, Groundhog, ~ 140 души[15]
- 4-ти Елемент за медицинска интервенция (4de Element voor Medische Interventie) (Филфоорде, Пеюти),~ 140 души
- 5-и Елемент за медицинска интервенция (5е Élément médical d'interventions) (Нивел), ~ 250 души[16]
- Технически медицински център за интервенция (Élément médical d'interventions – technique) (Нивел) (отговаря за поддръжката на медицинското оборудване и снабдяването с медицински консумативи на другите подразделения)
- Учебен център на медицинския компонент (Centre de Compétence de la Composante Médicale) (Недер офер Хеембеек, Брюксел), ~ 110 души[17]